# Remi De Puydt

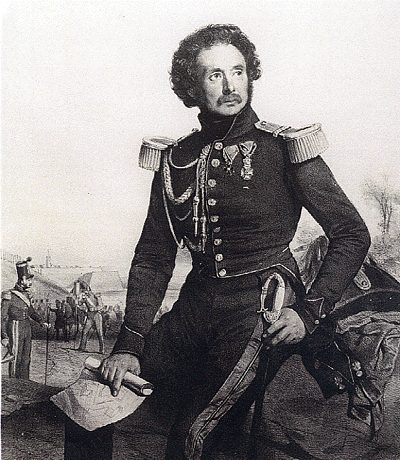
Remi De Puydt

Remi Jean De Puydt (Poperinge, 3 augustus 1789 - Schaarbeek, 20 september 1844) was een Belgisch volksvertegenwoordiger en ingenieur.

## Levensloop
Hij was een zoon van Jean-Ambroise De Puydt en Thérèse Jossaer. Zijn vader was commissaris van de Uitvoerende Macht bij de gemeentebesturen van Brugge en Doornik, lid van de Conseil des Cinq-Cents, directeur van de indirecte belastingen, directeur van de directe en indirecte belastingen en van de douane, gouverneur van de provincie Henegouwen (1830-1834).
Remi De Puydt trouwde met Joséphine Dubief en studeerde architectuur en burgerlijke genie. Zijn carrière verliep langs de volgende wegen:
- onderluitenant van de Nationale Wacht in Gent (1812),
- infanterieluitenant (1813),
- kapitein (1814-1815),
- ontvanger van de Rechten en Accijnzen (1815),
- architect en aannemer van openbare werken in de arrondissementen Charleroi en Bergen (1819-1830),
- directeur van de Werken aan het Kanaal Maas-Moezel-Rijn (1827),
- hoofdingenieur Bruggen en Wegen (1830-1831),
- commandant van de Burgerwacht in Bergen (1830),
- luitenant-kolonel van de Genie (1831),
- kolonel van de Genie (1837-1844),
- directeur van de Compagnie belge de colonisation (1841).

In 1833 werd hij verkozen tot liberaal volksvertegenwoordiger voor het arrondissement Bergen. Hij bleef dit tot in 1837 en werd vervolgens volksvertegenwoordiger voor het arrondissement Diekirch, tot in 1841 en de afscheiding van het Groothertogdom Luxemburg.
Hij werd lid en achtbare meester van de vrijmetselaarsloge Les Amis Philanthropes in Brussel.

## Publicaties
- Mémoire sur le déboisement des forêts en Belgique, 1826.
- Mémoire sur le canal de Meuse et Moselle, 1831.
- Mémoire sur la canalisation de la Sambre, 1834.
- Rapport sur l'emploi des troupes aux travaux publics, 1836.
- Mémoire sur le chemin de fer de Charleroi à la Meuse, 1837.
- Mémoire sur le chemin de fer de l'Entre-Sambre et Meuse, 1837.
- Mémoire sur la Société des Ardennes. Considérations sur différentes communications dans la province de Luxembourg' 1837.
- Rapport sur le canal de Mons à la Sambre. 1840.
- Mémorial de l'officier du génie, Luik, 1841.